# Trebinje (region)
Region Trebinje je jedním z sedmi regionů Republiky srbské.

## Charakter regionu
Nachází se v jižním cípu země (historická Hercegovina), hraničí s Regionem Foča a Federací Bosny a Hercegoviny, mezistátní hranici pak má s Černou horou. Téměř celý region je hornatý, podmínky pro zemědělství zde jsou velmi špatné. Silnice jsou zde prašné, a to i ty mezinárodní. Sice tudy neprotéká žádná větší řeka, pramení zde ale Neretva.

## Významná města
- Trebinje (hlavní)
- Gacko
- Plana
- Avtovac
- Bileća